# 3-磷酸甘油酸
3-磷酸甘油酸（英語：或-{glycerate 3-phosphate
GP}-）是生物細胞中常見的分子之一，也是糖解作用與卡爾文循環過程裡的中間產物。(註：在卡爾文循環當中簡寫為PGA)
在糖解作用中，3-磷酸甘油酸是由1,3-雙磷酸甘油酸在磷酸甘油酸激酶（Phosphoglycerate kinase）的催化中產生的。每一分子3-雙磷酸甘油酸會使一分子的ADP轉變成為的ATP，原理是接在1,3-雙磷酸甘油酸上的兩個磷酸根，其中有一個轉移到ADP之上。這個反應需要鎂離子（Mg2+）的幫助。
接下來3-磷酸甘油酸將會在磷酸甘油酸變位酶（Phosphoglycerate）的催化下生成2-磷酸甘油酸，在此反應中，原本接在3-磷酸甘油酸，即己催化，下生成2-磷酸甘油酸的碳上的磷酸根，將會轉移到變位酶上；然後原本在變位酶上的磷酸根，則會接到3-磷酸甘油酸的碳上，反應前後的變位酶整體結構沒有變化。與上一步驟相同，此反應同樣需要Mg2+

## 糖酵解
在糖酵解途径中，1,3-二磷酸甘油酸在偶联反应中去磷酸化形成 3-磷酸甘油酸，通过底物水平磷酸化产生两个ATP 。 然后，3-PGA 分子上留下的单个磷酸基团从末端碳移动到中心碳，产生 2-磷酸甘油酸酯。这种磷酸基重定位由磷酸甘油酸变位酶催化，该酶也催化逆反应。 
| 1,3-二磷酸D甘油酸酯 | 3-磷酸甘油酸激酶 | 3-磷酸甘油酸激酶 | 3-磷酸D甘油酸酯 | 磷酸甘油变位酶 | 磷酸甘油变位酶 | 2-磷酸D甘油酸酯 |
|                     |                  |                  |                 |                |                |                 |
| 腺苷二磷酸          | ATP              |                  |                 |                |                |                 |
|                     |                  |                  |                 |                |                |                 |
| 腺苷二磷酸          | ATP              |                  |                 |                |                |                 |
|                     |                  |                  |                 |                |                |                 |
|                     | 3-磷酸甘油酸激酶 | 3-磷酸甘油酸激酶 |                 | 磷酸甘油变位酶 | 磷酸甘油变位酶 |                 |

## 卡尔文-本森循环
在不依赖于光的反应（也称为卡尔文-本森循环）中，合成了两个 3-磷酸甘油酸分子。 RuBP是一种 5 碳糖，在rubisco酶的催化下进行碳固定，变成不稳定的 6 碳中间体。 然后，该中间体被裂解成两个独立的 3-碳 3-PGA 分子。 所得 3-PGA 分子之一继续通过 Calvin-Benson 循环再生为 RuBP，而另一个则通过两个步骤还原形成一分子甘油醛 3-磷酸(G3P)：将 3-PGA磷酸化为1， 3-二磷酸甘油酸通过磷酸甘油酸激酶（与糖酵解中的反应相反）生成，随后由甘油醛 3-磷酸脱氢酶催化生成 G3P。 G3P 最终反应形成糖，如葡萄糖或果糖或更复杂的淀粉。 :156

## 氨基酸合成
3-磷酸甘油酯（由 3-磷酸甘油酸形成）也是丝氨酸的前体，丝氨酸反过来又可以通过同型半胱氨酸循环产生半胱氨酸和甘氨酸。 

## 测量
3-磷酸甘油酸可以使用纸色谱以及柱色谱和其他色谱分离方法来分离和测量。 它可以使用气相色谱法和液相色谱质谱法进行鉴定，并已针对使用串联质谱技术的评估进行了优化。 